# Sulevkent
Sulevkent (en rus: Сулевкент) és un poble de la república del Daguestan, a Rússia. Segons el cens del 2010 tenia 2.665 habitants.